# WNBA Draft 2008
Der zwölfte WNBA Draft fand am 9. April 2008 im Innisbrook Resort and Golf Club in Tampa, Florida, Vereinigte Staaten statt. Die 14 WNBA-Teams hatten dabei die Chance sich die Rechte an den hoffnungsvollsten Talenten zu sichern. Jedes Team durfte pro Runde eine Spielerin auswählen.

## Der Draft 2008
Am 23. Oktober 2007 wurde die Auswahlreihenfolge bei einer Lotterie festgelegt. Diese gewannen die Los Angeles Sparks vor den Chicago Sky.
Da die Atlanta Dream in dieser Saison der Liga beitraten, fand vor dem WNBA Draft noch ein Expansion Draft für die Atlanta Dream statt.
Der WNBA Draft selbst ging über drei Runden. Somit wurden insgesamt 42 Spielerinnen ausgewählt. Den Hauptanteil mit 33 Spielerinnen stellten die Vereinigten Staaten.

## Transfers von Draft-Picks
- Die Detroit Shock erhielten den Erstrunden-Pick von den San Antonio Silver Stars (insgesamt 11. Pick), wegen des Katie Feenstra/Ruth Riley Transfers im Februar 2007.
- Die San Antonio Silver Stars erhielten den 21. Draft-Pick (zweite Runde) durch den 2007 WNBA Draft Transfer mit den New York Liberty.
- Am 6. Februar 2008 transferierten die Atlanta Dream ihren Erstrunden-Pick (insgesamt 4. Pick) und Roneeka Hodges zu den Seattle Storm für deren Erstrunden-Pick (insgesamt 8. Pick) und Iziane Castro Marques.
- Am 6. Februar 2008 erhielten die Detroit Shock den Zweitrunden-Pick (insgesamt 18. Pick) und LaToya Thomas von Atlanta für Ivory Latta.
- Am 19. Februar 2008 bekam Seattle Swin Cash von Detroit für ihren Erstrunden-Pick (insgesamt 4. Pick; ursprünglich von Atlanta).
- Am 19. Februar 2008 kam es zu einem Transfer zwischen den Connecticut Sun und Indiana Fever, wobei Connecticut den Erstrunden-Pick (insgesamt 12. Pick) und Tamika Whitmore von Indiana für Katie Douglas erhielten.

## Expansion Draft
| Pick | Spielerin          | Nationalität       | WNBA-Team     | vorheriges WNBA-Team     |
| ---- | ------------------ | ------------------ | ------------- | ------------------------ |
| 1    | Carla Thomas       | Vereinigte Staaten | Atlanta Dream | Chicago Sky              |
| 2    | Érika de Souza     | Brasilien          | Atlanta Dream | Connecticut Sun          |
| 3    | Katie Feenstra     | Vereinigte Staaten | Atlanta Dream | Detroit Shock            |
| 4    | Roneeka Hodges     | Vereinigte Staaten | Atlanta Dream | Houston Comets           |
| 5    | Ann Strother       | Vereinigte Staaten | Atlanta Dream | Indiana Fever            |
| 6    | LaToya Thomas      | Vereinigte Staaten | Atlanta Dream | Los Angeles Sparks       |
| 7    | Kristen Mann       | Vereinigte Staaten | Atlanta Dream | Minnesota Lynx           |
| 8    | Ann Wauters        | Belgien            | Atlanta Dream | New York Liberty         |
| 9    | Jennifer Lacy      | Vereinigte Staaten | Atlanta Dream | Phoenix Mercury          |
| 10   | Kristin Haynie     | Vereinigte Staaten | Atlanta Dream | Sacramento Monarchs      |
| 11   | Chantelle Anderson | Vereinigte Staaten | Atlanta Dream | San Antonio Silver Stars |
| 12   | Betty Lennox       | Vereinigte Staaten | Atlanta Dream | Seattle Storm            |
| 13   | Alena Leutschanka  | Belarus            | Atlanta Dream | Washington Mystics       |

## WNBA Draft

### Runde 1
| Pick | Spielerin         | Nationalität       | WNBA-Team                                             | College/Junior/Klub-Team                    |
| ---- | ----------------- | ------------------ | ----------------------------------------------------- | ------------------------------------------- |
| 1    | Candace Parker    | Vereinigte Staaten | Los Angeles Sparks                                    | University of Tennessee                     |
| 2    | Sylvia Fowles     | Vereinigte Staaten | Chicago Sky                                           | Louisiana State University                  |
| 3    | Candice Wiggins   | Vereinigte Staaten | Minnesota Lynx                                        | Stanford University                         |
| 4    | Alexis Hornbuckle | Vereinigte Staaten | Detroit Shock (von Seattle Storm – via Atlanta Dream) | University of Tennessee                     |
| 5    | Matee Ajavon      | Vereinigte Staaten | Houston Comets                                        | Rutgers University                          |
| 6    | Crystal Langhorne | Vereinigte Staaten | Washington Mystics                                    | University of Maryland, College Park        |
| 7    | Essence Carson    | Vereinigte Staaten | New York Liberty                                      | Rutgers University                          |
| 8    | Tamera Young      | Vereinigte Staaten | Atlanta Dream (von Seattle Storm)                     | James Madison University                    |
| 9    | Amber Holt        | Vereinigte Staaten | Connecticut Sun                                       | Middle Tennessee State University           |
| 10   | Laura Harper      | Vereinigte Staaten | Sacramento Monarchs                                   | University of Maryland, College Park        |
| 11   | Tasha Humphrey    | Vereinigte Staaten | Detroit Shock (von San Antonio Silver Stars)          | University of Georgia                       |
| 12   | Ketia Swanier     | Vereinigte Staaten | Connecticut Sun (von Indiana Fever)                   | University of Connecticut                   |
| 13   | LaToya Pringle    | Vereinigte Staaten | Phoenix Mercury                                       | University of North Carolina at Chapel Hill |
| 14   | Erlana Larkins    | Vereinigte Staaten | New York Liberty (von Detroit Shock)                  | University of North Carolina at Chapel Hill |

### Runde 2
| Pick | Spielerin            | Nationalität       | WNBA-Team                                       | College/Junior/Klub-Team              |
| ---- | -------------------- | ------------------ | ----------------------------------------------- | ------------------------------------- |
| 15   | Shannon Bobbitt      | Vereinigte Staaten | Los Angeles Sparks                              | University of Tennessee               |
| 16   | Nicky Anosike        | Vereinigte Staaten | Minnesota Lynx                                  | University of Tennessee               |
| 17   | Erica White          | Vereinigte Staaten | Houston Comets                                  | Louisiana State University            |
| 18   | Olayinka Sanni       | Vereinigte Staaten | Detroit Shock (von Atlanta Dream)               | West Virginia University              |
| 19   | Quianna Chaney       | Vereinigte Staaten | Chicago Sky                                     | Louisiana State University            |
| 20   | Lindsey Pluimer      | Vereinigte Staaten | Washington Mystics                              | University of California, Los Angeles |
| 21   | Chioma Nnamaka       | Schweden           | San Antonio Silver Stars (von New York Liberty) | Georgia Institute of Technology       |
| 22   | Allie Quigley        | Vereinigte Staaten | Seattle Storm                                   | DePaul University                     |
| 23   | Jolene Anderson      | Vereinigte Staaten | Connecticut Sun                                 | University of Wisconsin               |
| 24   | Morenike Atunrase    | Vereinigte Staaten | Atlanta Dream (von Indiana Fever)               | Texas A&M University                  |
| 25   | Leilani Mitchell     | Vereinigte Staaten | Phoenix Mercury (von San Antonio Silver Stars)  | University of Utah                    |
| 26   | Khadijah Whittington | Vereinigte Staaten | Indiana Fever                                   | North Carolina State University       |
| 27   | Wanisha Smith        | Vereinigte Staaten | New York Liberty (von Phoenix Mercury)          | Duke University                       |
| 28   | Natasha Lacy         | Vereinigte Staaten | Detroit Shock                                   | University of Texas at El Paso        |

### Runde 3
| Pick | Spielerin            | Nationalität       | WNBA-Team                               | College/Junior/Klub-Team               |
| ---- | -------------------- | ------------------ | --------------------------------------- | -------------------------------------- |
| 29   | Sharnee’ Zoll        | Vereinigte Staaten | Los Angeles Sparks                      | University of Virginia                 |
| 30   | Charde Houston       | Vereinigte Staaten | Minnesota Lynx                          | University of Connecticut              |
| 31   | Crystal Kelly        | Vereinigte Staaten | Houston Comets                          | Western Kentucky University            |
| 32   | Danielle Hood        | Vereinigte Staaten | Atlanta Dream                           | University of Hartford                 |
| 33   | Angela Tisdale       | Vereinigte Staaten | Chicago Sky                             | Baylor University                      |
| 34   | Krystal Vaughn       | Vereinigte Staaten | Washington Mystics                      | Virginia Commonwealth University       |
| 35   | Alberta Auguste      | Vereinigte Staaten | New York Liberty                        | University of Tennessee                |
| 36   | Kimberly Beck        | Vereinigte Staaten | Seattle Storm                           | George Washington University           |
| 37   | Lauren Ervin         | Vereinigte Staaten | Connecticut Sun                         | University of Arkansas                 |
| 38   | A'Quonesia Franklin  | Vereinigte Staaten | Sacramento Monarchs                     | Texas A&M University                   |
| 39   | Alex Anderson        | Vereinigte Staaten | San Antonio Silver Stars                | University of Tennessee at Chattanooga |
| 40   | Izabela Piekarska    | Polen              | Sacramento Monarchs (von Indiana Fever) | University of Texas at El Paso         |
| 41   | Marscilla Packer     | Vereinigte Staaten | Phoenix Mercury                         | Ohio State University                  |
| 42   | Valeriya Berezhynska | Vereinigte Staaten | Detroit Shock                           | Rice University                        |
| 43   | Charel Allen         | Vereinigte Staaten | Sacramento Monarchs                     | University of Notre Dame               |